# Chiesa di San Clemente (Hannover)
La chiesa di San Clemente è la principale chiesa cattolica di Hannover e il centro del decanato regionale. Dal 1º settembre 2010, la basilica minore appartiene alla parrocchia di St. Heinrich nel decanato di Hannover della diocesi di Hildesheim.

## Storia
La costruzione iniziò nel 1712 e terminò nel 1718. Questa fu la prima chiesa cattolica romana ad essere costruita ad Hannover dopo la Riforma, quando il Ducato di Brunswick-Lüneburg (divenuto a fine Seicento Elettorato di Hannover) divenne protestante. La costruzione fu possibile grazie ai buoni rapporti di Agostino Steffani, celebre musicista al servizio della Corte ducale e poi perfino diplomatico al servizio della stessa Corte di Hannover, ma anche vescovo cattolico e primo a reggere il vicariato apostolico dell'Alta e Bassa Sassonia, eretto nel 1709 e che ebbe sede proprio presso questa chiesa (vicariato poi soppresso nel 1780).
Durante la seconda guerra mondiale, la chiesa fu distrutta dalle bombe nella notte tra l'8 e il 9 ottobre 1943, durante il più pesante dei raid aerei su Hannover, e fu nuovamente colpita dalle bombe il 25 marzo 1945. Dopo la fine della guerra, la chiesa fu ricostruita e dotata della cupola progettata dal suo architetto, l'italiano Tommaso Giusti, secondo i piani originali. È l'unica chiesa della Germania settentrionale a carattere prettamente italiano.
Il 12 marzo 1998 papa Giovanni Paolo II ha dichiarato la chiesa Basilica minore.